# Fairbanks Morse

Journal de bord d'un ouvrier sur le mur intérieur à l'extrémité sud de la plate-forme de chargement. - Usine de E. et T. Fairbanks and Company, rivière Sleepers, Saint Johnsbury, comté de Caledonia

Fairbanks, Morse and Company était une entreprise manufacturière américaine active de la fin du 19e au début du 20e siècle. À l'origine fabricant de balances, il s'est diversifié par la suite dans des pompes, moteurs, moulins à vent, moulins à café, radios, tracteurs agricoles, usines d'alimentation, locomotives ou fournitures industrielles jusqu'à ce qu'il soit acheté par Penn Texas en 1958 et plus tard, en 1999, par Goodrich Corp.
Il existe trois entités commerciales distinctes qui pourraient être considérées comme les successeurs de la société, dont aucune n'est une descendante complète et directe de la société d'origine. Tous revendiquent l'héritage de Fairbanks Morse and Company : 
- Fairbanks Scales est une société privée à Kansas City, Missouri, qui fabrique des balances
- Fairbanks Morse Engine (FME), une filiale d'EnPro Industries, est une société basée à Beloit, Wisconsin, qui fabrique et entretient des moteurs
- Fairbanks Morse Pumps fait partie de Pentair Water à Kansas City, Kansas, et fabrique des pompes